# Спаський Василь Лукич
Васи́ль Луки́ч Спа́ський (1831 — 1884) — український педагог, освітній діяч і статистик у Харкові, родом з міста Щигри (Курщина).
1857 року закінчив історико-філологічний факультет Харківського університету. Викладав історію і географію у навчальних закладах Харкова. Брав участь в організації і діяльності освітніх товариств, недільних шкіл, зокрема першої в Харкові чоловічої недільної школи. 1860 року брав участь у 1-му з'їзді вчителів народних шкіл губернії. Був членом Харківського товариства грамотності, статистичного комітету. За інструкцією Спаського 25 березня 1873 року у Харкові було проведено одноденний перепис населення.   

## Праці
- О преподавании географии в гимназиях. — 1863.
- О состоянии школьного дела в Харьковской губернии. — 1868.
- Характеристика Харкова в отношении грамотности и просвещения. — 1874.